# Las Aldehuelas
Las Aldehuelas è un comune spagnolo di 64 abitanti situato nella comunità autonoma di Castiglia e León.

## Località
Il comune comprende le seguenti località:
- Las Aldehuelas (capoluogo)
- Los Campos
- Ledrado
- Valloria
- Villaseca Somera